# قطعنامه ۹۴۲ شورای امنیت
قطعنامه ۹۴۲ شورای امنیت سازمان ملل متحد که در تاریخ ۲۳ سپتامبر ۱۹۹۴ تصویب شد، سندی بین‌المللی دربارهٔ بوسنی و هرزگوین است. این قطعنامه طی نشست ۳۴۲۸ام با ۱۴ رای موافق، ۰ مخالف و ۱ ممتنع تصویب شد.